# فدراسیون وزنه‌برداری قدرتی ارمنستان
فدراسیون وزنه‌برداری قدرتی جمهوری ارمنستان (ارمنی: Հայաստանի հզորության բարձրացման ֆեդերացիա) که با نام فدراسیون وزنه‌برداری قدرتی ارمنستان نیز شناخته می‌شود، نهاد تنظیم‌کننده ورزش وزنه‌برداری قدرتی در ارمنستان می‌باشد که توسط کمیته المپیک ارمنستان اداره می‌شود و مقر آن در شهر ایروان واقع شده است.

## تاریخچه
این فدراسیون در سال میلادی تأسیس شد و ریاست فعلی آن را لوون کوچاریان برعهده دارد. این فدراسیون عضو کامل فدراسیون بین‌المللی وزنه‌برداری قدرتی و فدراسیون اروپایی وزنه‌برداری قدرتی می‌باشد.
این فدراسیون همچنین مسابقات وزنه‌برداری قدرتی در سراسر ارمنستان را میزبانی می‌کند.
وزنه‌برداران قدرتی ارمنستانی در مسابقات قهرمانی در سطوح مختلف اروپایی و بین‌المللی از جمله در مسابقات قهرمانی جهانی و بازی‌های المپیک تابستانی شرکت می‌کنند.